# Roodkeelstrandloper
De roodkeelstrandloper (Calidris ruficollis) is een vrij kleine trekvogel uit de familie van de strandlopers en snippen (Scolopacidae). Deze soort broedt in Oost-Siberië en Alaska en komt voor als doortrekker en wintergast aan de kusten van Oost-Azië en Australië.

## Beschrijving
De roodkeelstrandloper is zo groot als de kleine strandloper (13 tot 16 cm lang) en lijkt erop. De poten en de snavel zijn echter korter. In zomerkleed heeft de roodkeelstrandloper een oranjerode kop, keel en bovenborst. In de winter heeft hij een lichtbruin gevlekte hals.

## Verspreiding en leefgebied
De roodkeelstrandloper is een uitgesproken trekvogel die broedt langs de kusten van noordelijk en noordoostelijk Siberië en Alaska. Hij trekt buiten de broedtijd langs de kusten van Zuidoost-Azië en Australazië tot in Tasmanië en Nieuw-Zeeland. De vogel is dwaalgast in West-Europa.

### Voorkomen in Nederland
In 1987 werd de soort voor het eerst in Nederland waargenomen. Dit was de zevende waarneming in West-Europa. Daarna zijn er tussen 1987 en 2021 nog vijf bevestigde waarnemingen.

## Status
De roodkeelstrandloper heeft een groot verspreidingsgebied waarin foerageerplaatsen in de Gele Zee een belangrijke rol spelen. De grootte van de populatie is in 2015 geschat op ongeveer 315.000 exemplaren. Door habitatverlies in de Gele Zee gaan de populatie-aantallen achteruit. Om deze reden staat deze strandloper als gevoelig op de Rode Lijst van de IUCN.

## Afbeeldingen

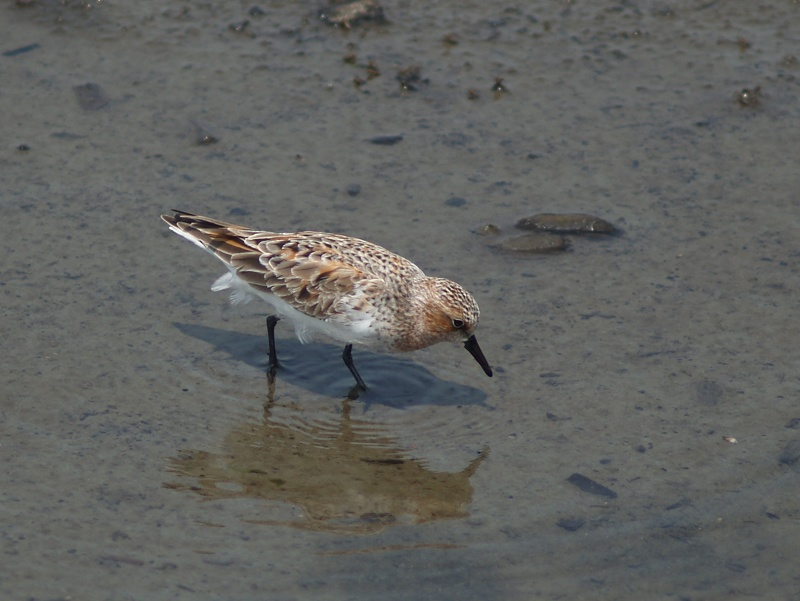
Foeragerend
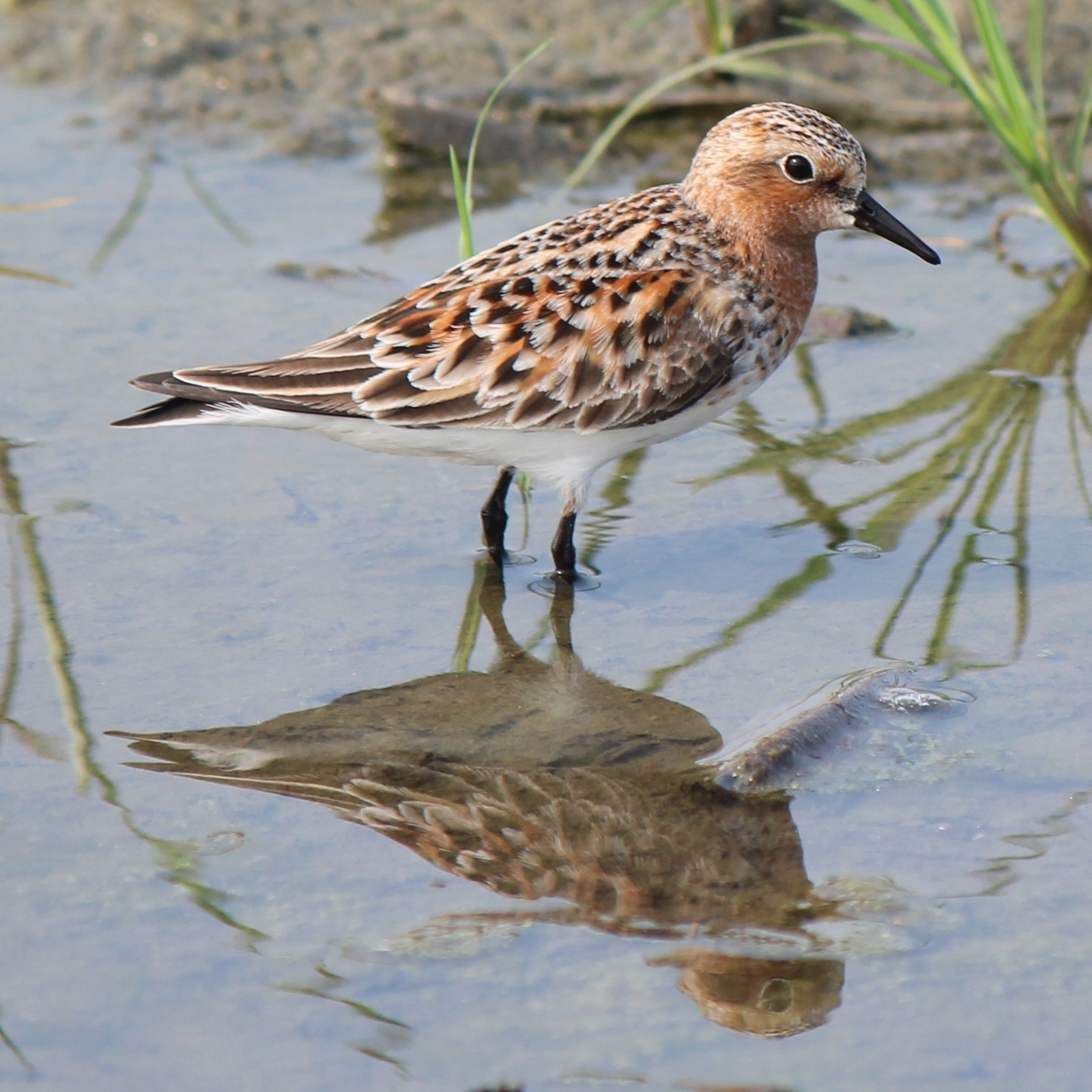
In zomerkleed
- Video uit Queensland, Australië
- Video van foeragerend exemplaar